# Les Bondons
Les Bondons sont une commune française, située dans le sud du département de la Lozère en région Occitanie, connue pour ses 154 menhirs.
Exposée à un climat de montagne, elle est drainée par le Tarn, le Briançon, le ruisseau de Font Bernard, le ruisseau de Girouse, le ruisseau de Runes, le ruisseau du Bramont et par divers autres petits cours d'eau. Incluse dans les Cévennes, la commune possède un patrimoine naturel remarquable : trois sites Natura 2000 (le « mont Lozère », les « vallées du Tarn, du Tarnon et de la Mimente » et « les Cévennes ») et quatre zones naturelles d'intérêt écologique, faunistique et floristique.
Les Bondons sont une commune rurale qui compte 141 habitants en 2022, après avoir connu un pic de population de 1 039 habitants en 1806. Ses habitants sont appelés les Bondoniens ou  Bondoniennes.

## Géographie

### Localisation
Les Bondons sont un petit village rural situé dans le sud du Massif central, au cœur de la Lozère.

### Communes limitrophes
Les communes limitrophes sont  Bédouès-Cocurès, Ispagnac, Mont Lozère et Goulet, Pont de Montvert - Sud Mont Lozère et Saint-Étienne-du-Valdonnez.
|          | Saint-Étienne-du-Valdonnez | Mont Lozère et Goulet              |
| Ispagnac | des Bondons                | Pont de Montvert - Sud Mont Lozère |
|          | Bédouès-Cocurès            |                                    |

### Hameaux et lieux-dits
Ruas, petit hameau de la commune, compte 25 habitants permanents. Il est situé près de Rûnes et de sa cascade. Aux élections municipales 2014, Ruas compte une élue.
Malbosc est un autre hameau appartenant à la commune.

### Géologie et relief

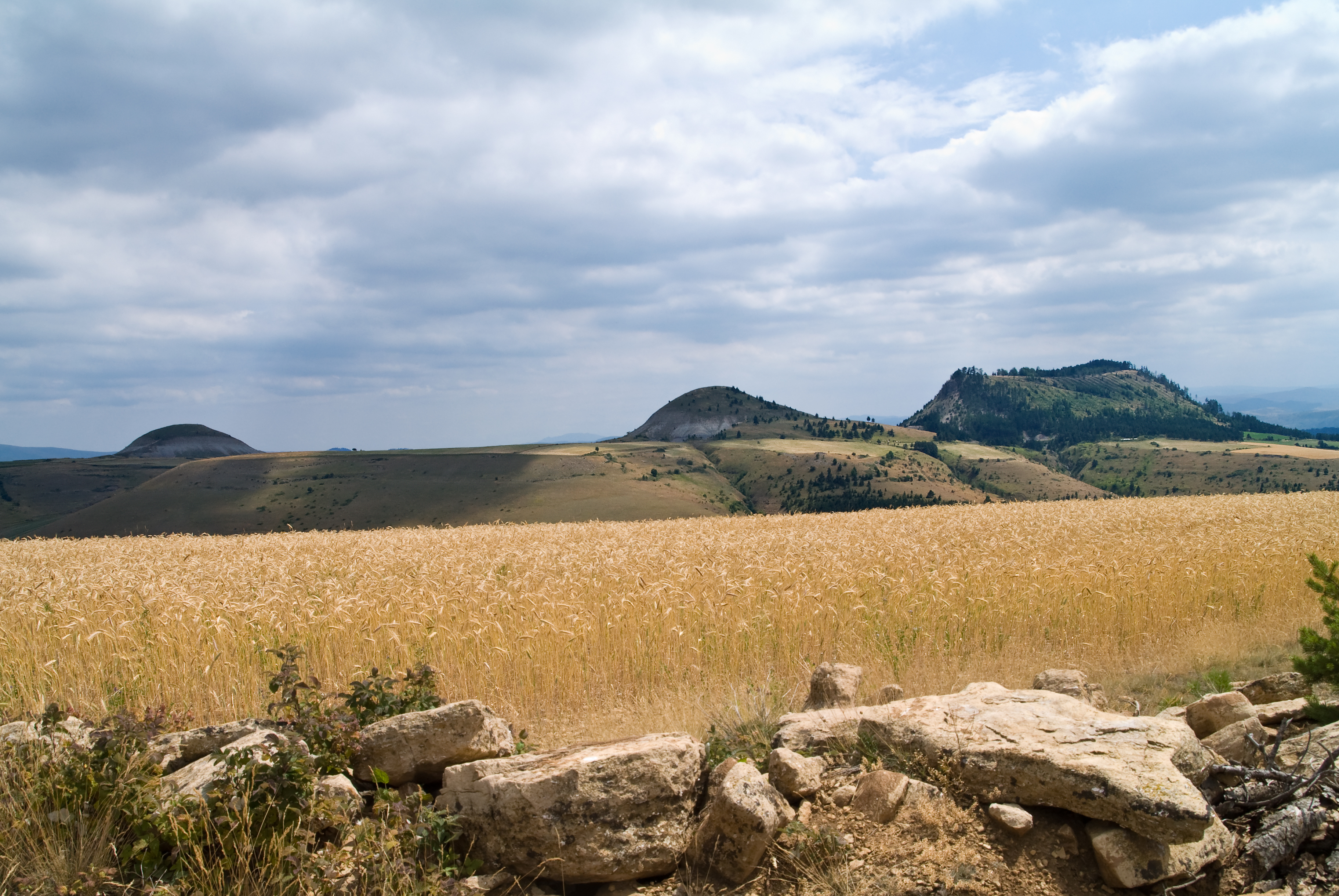
Paysage des Bondons : le truc de Miret, le truc des Bondons et l'Eschino d'Aze.

L'altitude du village varie entre 600 et 1 569 mètres. La localité est proche du truc des Bondons et du truc de Miret.

### Hydrographie
Le Tarn, le ruisseau de Ruas, le ruisseau des Besses sont les principaux cours d'eau parcourant la commune.

### Climat
Pour des articles plus généraux, voir Climat de l'Occitanie et Climat de la Lozère.
En 2010, le climat de la commune est de type climat des marges montargnardes, selon une étude s'appuyant sur une série de données couvrant la période 1971-2000. En 2020, Météo-France publie une typologie des climats de la France métropolitaine dans laquelle la commune est exposée à un climat de montagne ou de marges de montagne et est dans la région climatique Sud-est du Massif Central, caractérisée par une pluviométrie annuelle de 1 000 à 1 500 mm, minimale en été, maximale en automne.
Pour la période 1971-2000, la température annuelle moyenne est de 8,5 °C, avec une amplitude thermique annuelle de 15,7 °C. Le cumul annuel moyen de précipitations est de 1 543 mm, avec 10,4 jours de précipitations en janvier et 5,7 jours en juillet. Pour la période 1991-2020, la température moyenne annuelle observée sur la station météorologique la plus proche, située sur la commune de Florac Trois Rivières à 7 km à vol d'oiseau, est de 11,3 °C et le cumul annuel moyen de précipitations est de 1 116,8 mm,. Pour l'avenir, les paramètres climatiques de la commune estimés pour 2050 selon différents scénarios d'émission de gaz à effet de serre sont consultables sur un site dédié publié par Météo-France en novembre 2022.

### Milieux naturels et biodiversité

#### Espaces protégés
La protection réglementaire est le mode d’intervention le plus fort pour préserver des espaces naturels remarquables et leur biodiversité associée,.
Dans ce cadre, la commune fait partie de la zone cœur du Parc national des Cévennes. Ce  parc national, créé en 1967, est un territoire de moyenne montagne formé de cinq entités géographiques : le massif de l'Aigoual, le causse Méjean avec les gorges du Tarn et de la Jonte, le mont Lozère, les vallées cévenoles ainsi que le piémont cévenol.
Les Cévennes sont également un territoire reconnu réserve de biosphère par l'UNESCO en 1985 pour la mosaïque de milieux naturels qui la composent et qui abritent une biodiversité exceptionnelle, avec 2 400 espèces animales, 2 300 espèces de plantes à fleurs et de fougères, auxquelles s’ajoutent d’innombrables mousses, lichens, champignons,.

#### Réseau Natura 2000

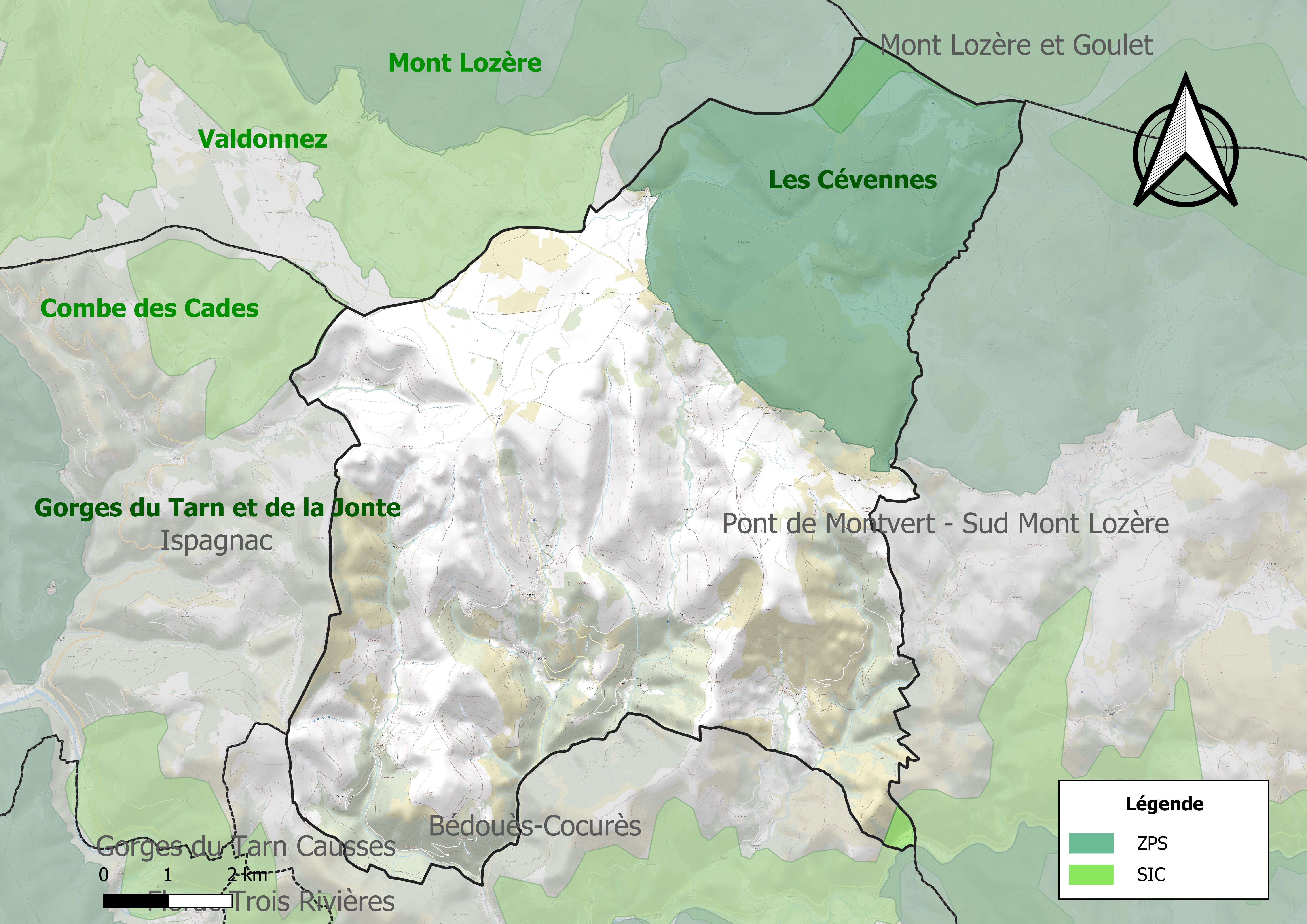
Sites Natura 2000 sur le territoire communal.

Le réseau Natura 2000 est un réseau écologique européen de sites naturels d'intérêt écologique élaboré à partir des directives habitats et oiseaux, constitué de zones spéciales de conservation (ZSC) et de zones de protection spéciale (ZPS).
Deux sites Natura 2000 ont été définis sur la commune au titre de la directive habitats :
- le « mont Lozère », d'une superficie de 11 687 ha, la plus grande zone continue de pelouses pseudo-alpines du sud du Massif central[15] ;
- les « vallées du Tarn, du Tarnon et de la Mimente », d'une superficie de 10 493 ha, des habitats pour deux mammifères : la Loutre (Lutra lutra) et le castor[16] ;

et un au titre de la directive oiseaux : 
- « les Cévennes », d'une superficie de 92 044 ha, correspondant précisément à la zone centrale du parc national des Cévennes et rassemblant plusieurs ensembles distincts. La diversité des milieux et des paysages permet le maintien d'une avifaune riche et diversifiée : au total, 135 espèces d'oiseaux, dont 22 inscrites à l'annexe 1 de la directive 79-409-CEE, recensées dans la zone centrale du parc, dont une vingtaine d'espèces de rapaces diurnes et sept nocturnes[17].

#### Zones naturelles d'intérêt écologique, faunistique et floristique
L’inventaire des zones naturelles d'intérêt écologique, faunistique et floristique (ZNIEFF) a pour objectif de réaliser une couverture des zones les plus intéressantes sur le plan écologique, essentiellement dans la perspective d’améliorer la connaissance du patrimoine naturel national et de fournir aux différents décideurs un outil d’aide à la prise en compte de l’environnement dans l’aménagement du territoire.
Deux ZNIEFF de type 1 sont recensées sur la commune :
la « vallée du Tarn entre le Pont-de-Montvert et Cocurès » (337 ha), couvrant 5 communes du département, et 
les « vallées des ruisseaux de Briançon et de Girouse » (2 452 ha), couvrant 3 communes du département
et deux ZNIEFF de type 2, : 
- les « gorges du Tarn » (14 434 ha), couvrant 19 communes du département[21] ;
- le « massif du Mont Lozère » (40 064 ha), couvrant 22 communes dont trois dans le Gard et 19 dans la Lozère[22].

Cartes des ZNIEFF de type 1 et 2 aux Bondons.
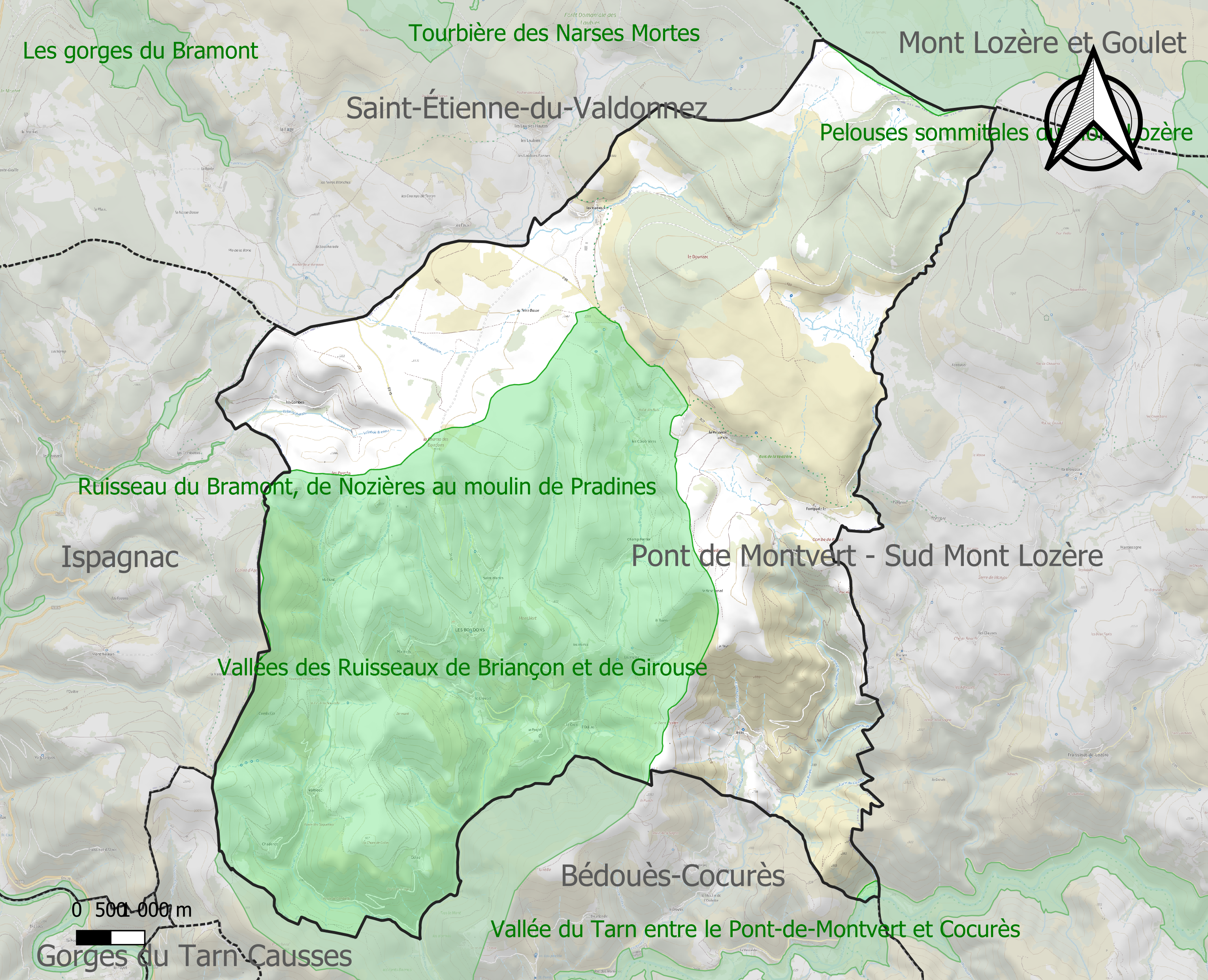
Carte des ZNIEFF de type 1 sur la commune.
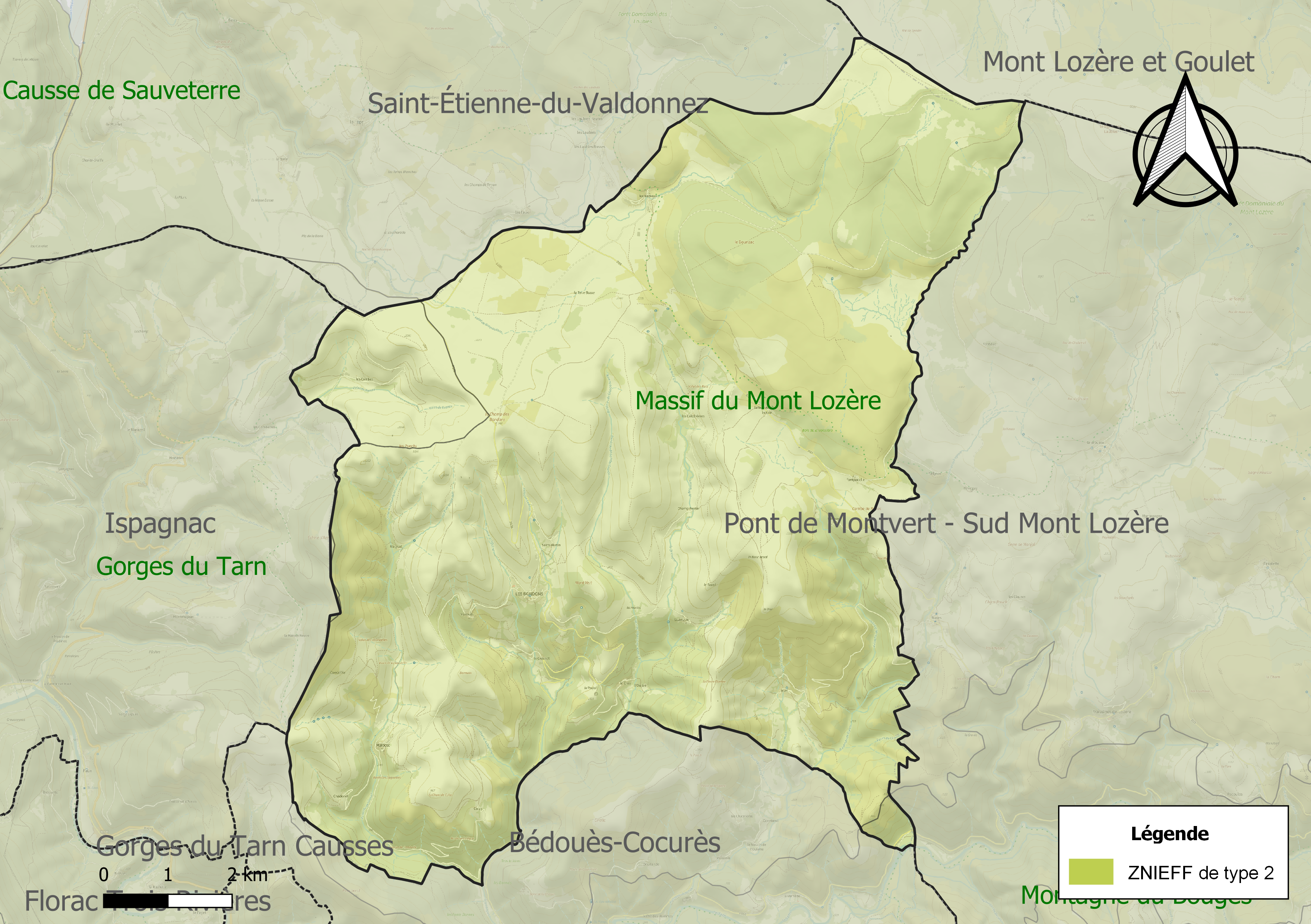
Carte des ZNIEFF de type 2 sur la commune.

## Urbanisme

### Typologie
Au 1er janvier 2024, Les Bondons sont catégorisés commune rurale à habitat très dispersé, selon la nouvelle grille communale de densité à sept niveaux définie par l'Insee en 2022.
Elle est située hors unité urbaine et hors attraction des villes,.

### Occupation des sols
L'occupation des sols de la commune, telle qu'elle ressort de la base de données européenne d’occupation biophysique des sols Corine Land Cover (CLC), est marquée par l'importance des forêts et milieux semi-naturels (83,9 % en 2018), en diminution par rapport à 1990 (91,1 %). La répartition détaillée en 2018 est la suivante : 
milieux à végétation arbustive et/ou herbacée (52,9 %), forêts (23,4 %), prairies (11,2 %), espaces ouverts, sans ou avec peu de végétation (7,6 %), terres arables (2,6 %), zones agricoles hétérogènes (2,4 %). L'évolution de l’occupation des sols de la commune et de ses infrastructures peut être observée sur les différentes représentations cartographiques du territoire : la carte de Cassini (XVIIIe siècle), la carte d'état-major (1820-1866) et les cartes ou photos aériennes de l'IGN pour la période actuelle (1950 à aujourd'hui).

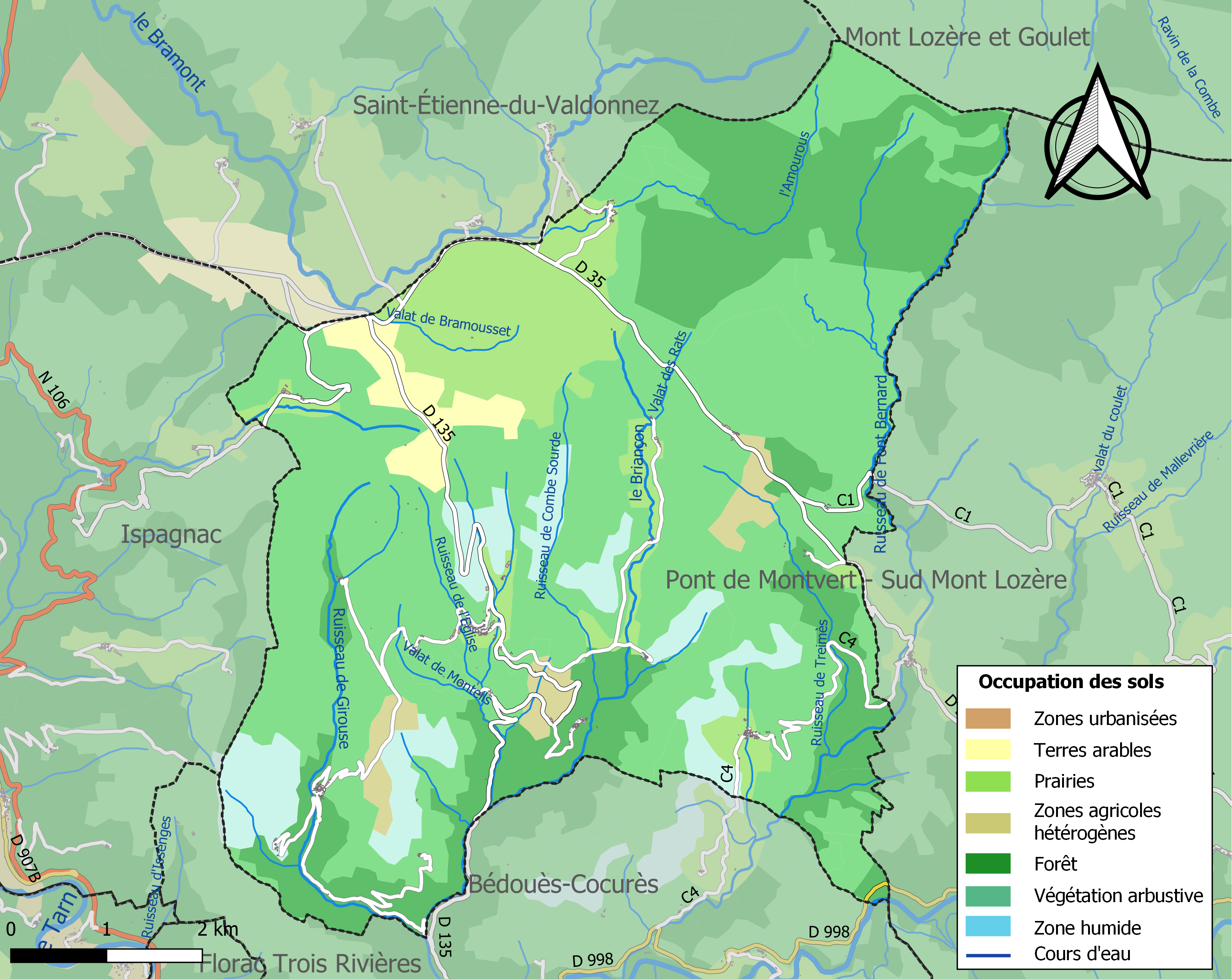
Carte des infrastructures et de l'occupation des sols de la commune en 2018 (CLC).

### Risques majeurs
Le territoire de la commune des Bondons est vulnérable à différents aléas naturels : météorologiques (tempête, orage, neige, grand froid, canicule ou sécheresse), feux de forêts, mouvements de terrains et séisme (sismicité faible). Il est également exposé à un risque particulier : le risque de radon. Un site publié par le BRGM permet d'évaluer simplement et rapidement les risques d'un bien localisé soit par son adresse soit par le numéro de sa parcelle.

#### Risques naturels
Les Bondons sont exposés au risque de feu de forêt. Un plan départemental de protection des forêts contre les incendies (PDPFCI) a été approuvé en décembre 2014 pour la période 2014-2023. Les mesures individuelles de prévention contre les incendies sont précisées par divers arrêtés préfectoraux et s’appliquent dans les zones exposées aux incendies de forêt et à moins de 200 mètres de celles-ci. L’arrêté du 23 mars 2018, complété par un arrêté de 2020, réglemente l'emploi du feu en interdisant notamment d’apporter du feu, de fumer et de jeter des mégots de cigarette dans les espaces sensibles et sur les voies qui les traversent sous peine de sanctions. L'arrêté du 23 août 2021, abrogeant un arrêté de 2002, rend le débroussaillement obligatoire, incombant au propriétaire ou ayant droit,,.

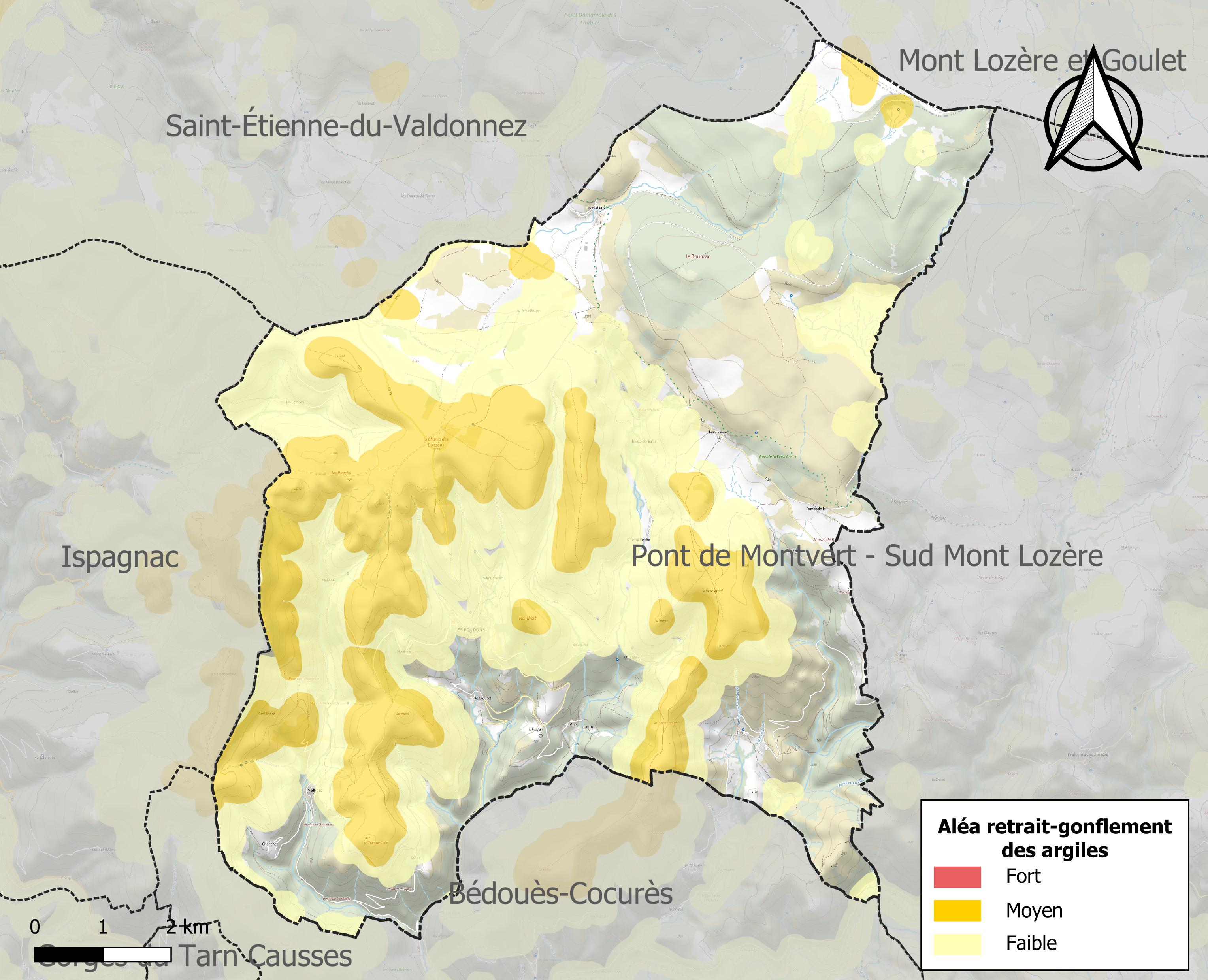
Carte des zones d'aléa retrait-gonflement des sols argileux des Bondons.

Les mouvements de terrains susceptibles de se produire sur la commune sont des affaissements et effondrements liés aux cavités souterraines (hors mines), des éboulements, chutes de pierres et de blocs, des glissements de terrain et des tassements différentiels. Par ailleurs, afin de mieux appréhender le risque d’affaissement de terrain, l'inventaire national des cavités souterraines permet de localiser celles situées sur la commune.
Le retrait-gonflement des sols argileux est susceptible d'engendrer des dommages importants aux bâtiments en cas d’alternance de périodes de sécheresse et de pluie. 21,6 % de la superficie communale est en aléa moyen ou fort (15,8 % au niveau départemental et 48,5 % au niveau national). Sur les 189 bâtiments dénombrés sur la commune en 2019, aucun n'est en aléa moyen ou fort, à comparer aux 14 % au niveau départemental et 54 % au niveau national. Une cartographie de l'exposition du territoire national au retrait gonflement des sols argileux est disponible sur le site du BRGM,.
Par ailleurs, afin de mieux appréhender le risque d’affaissement de terrain, l'inventaire national des cavités souterraines permet de localiser celles situées sur la commune.
La commune a été reconnue en état de catastrophe naturelle au titre des dommages causés par les inondations et coulées de boue survenues en 1982, 1994 et 2020.

#### Risque particulier
Dans plusieurs parties du territoire national, le radon, accumulé dans certains logements ou autres locaux, peut constituer une source significative d’exposition de la population aux rayonnements ionisants. Certaines communes du département sont concernées par le risque radon à un niveau plus ou moins élevé. Selon la classification de 2018, la commune des Bondons est classée en zone 3, à savoir zone à potentiel radon significatif.

## Toponymie
Le nom de la commune est Lo Bondon en occitan selon la norme classique et se prononce [lubun'du].

## Politique et administration

### Découpage territorial
La commune des Bondons est membre de la communauté de communes Gorges Causses Cévennes, un établissement public de coopération intercommunale (EPCI) à fiscalité propre créé le 30 novembre 2016 dont le siège est à Florac Trois Rivières. Ce dernier est par ailleurs membre d'autres groupements intercommunaux.
Sur le plan administratif, elle est rattachée à l'arrondissement de Florac, à la circonscription administrative de l'État de la Lozère et à la région Occitanie.
Sur le plan électoral, elle dépend du canton de Saint-Étienne-du-Valdonnez pour l'élection des conseillers départementaux, depuis le redécoupage cantonal de 2014 entré en vigueur en 2015, et de la circonscription de la Lozère pour les élections législatives, depuis le dernier découpage électoral de 2010.

### Liste des maires
| Période | Période  | Identité       | Étiquette | Qualité |
| ------- | -------- | -------------- | --------- | ------- |
| 2001    | 2014     | Michel Palmier |           |         |
| 2014    | En cours | Francis Durand |           |         |

## Démographie
L'évolution du nombre d'habitants est connue à travers les recensements de la population effectués dans la commune depuis 1793. Pour les communes de moins de 10 000 habitants, une enquête de recensement portant sur toute la population est réalisée tous les cinq ans, les populations de référence des années intermédiaires étant quant à elles estimées par interpolation ou extrapolation. Pour la commune, le premier recensement exhaustif entrant dans le cadre du nouveau dispositif a été réalisé en 2005.

En 2022, la commune comptait 141 habitants, en évolution de −1,4 % par rapport à 2016 (Lozère : +0,11 %, France hors Mayotte : +2,11 %).
| 1793 | 1800 | 1806  | 1821 | 1831 | 1836 | 1841 | 1846 | 1851  |
| ---- | ---- | ----- | ---- | ---- | ---- | ---- | ---- | ----- |
| 895  | 902  | 1 039 | 956  | 952  | 983  | 967  | 956  | 1 004 |

| 1856 | 1861 | 1866 | 1872 | 1876 | 1881 | 1886 | 1891 | 1896 |
| ---- | ---- | ---- | ---- | ---- | ---- | ---- | ---- | ---- |
| 900  | 921  | 895  | 819  | 876  | 932  | 948  | 922  | 879  |

| 1901 | 1906 | 1911 | 1921 | 1926 | 1931 | 1936 | 1946 | 1954 |
| ---- | ---- | ---- | ---- | ---- | ---- | ---- | ---- | ---- |
| 830  | 795  | 781  | 648  | 602  | 567  | 488  | 430  | 367  |

| 1962 | 1968 | 1975 | 1982 | 1990 | 1999 | 2005 | 2006 | 2010 |
| ---- | ---- | ---- | ---- | ---- | ---- | ---- | ---- | ---- |
| 291  | 230  | 234  | 194  | 159  | 150  | 139  | 140  | 142  |

| 2015 | 2020 | 2022 | - | - | - | - | - | - |
| ---- | ---- | ---- | - | - | - | - | - | - |
| 144  | 145  | 141  | - | - | - | - | - | - |

## Économie

### Emploi
|                | 2008  | 2013  | 2018   |
| -------------- | ----- | ----- | ------ |
| Commune        | 5,3 % | 6,5 % | 11,5 % |
| Département    | 5 %   | 6,4 % | 7,1 %  |
| France entière | 8,3 % | 10 %  | 10 %   |

En 2018, la population âgée de 15 à 64 ans s'élève à 86 personnes, parmi lesquelles on compte 82,8 % d'actifs (71,3 % ayant un emploi et 11,5 % de chômeurs) et 17,2 % d'inactifs,. En  2018, le taux de chômage communal (au sens du recensement) des 15-64 ans est supérieur à celui de la France et du département, alors qu'il était inférieur à celui de la France en 2008.
La commune est hors attraction des villes,. Elle compte 40 emplois en 2018, contre 39 en 2013 et 44 en 2008. Le nombre d'actifs ayant un emploi résidant dans la commune est de 64, soit un indicateur de concentration d'emploi de 61,8 % et un taux d'activité parmi les 15 ans ou plus de 56,8 %.
Sur ces 64 actifs de 15 ans ou plus ayant un emploi, 35 travaillent dans la commune, soit 54 % des habitants. Pour se rendre au travail, 75,4 % des habitants utilisent un véhicule personnel ou de fonction à quatre roues, 13,9 % s'y rendent en deux-roues, à vélo ou à pied et 10,8 % n'ont pas besoin de transport (travail au domicile).

## Culture locale et patrimoine

### Lieux et monuments

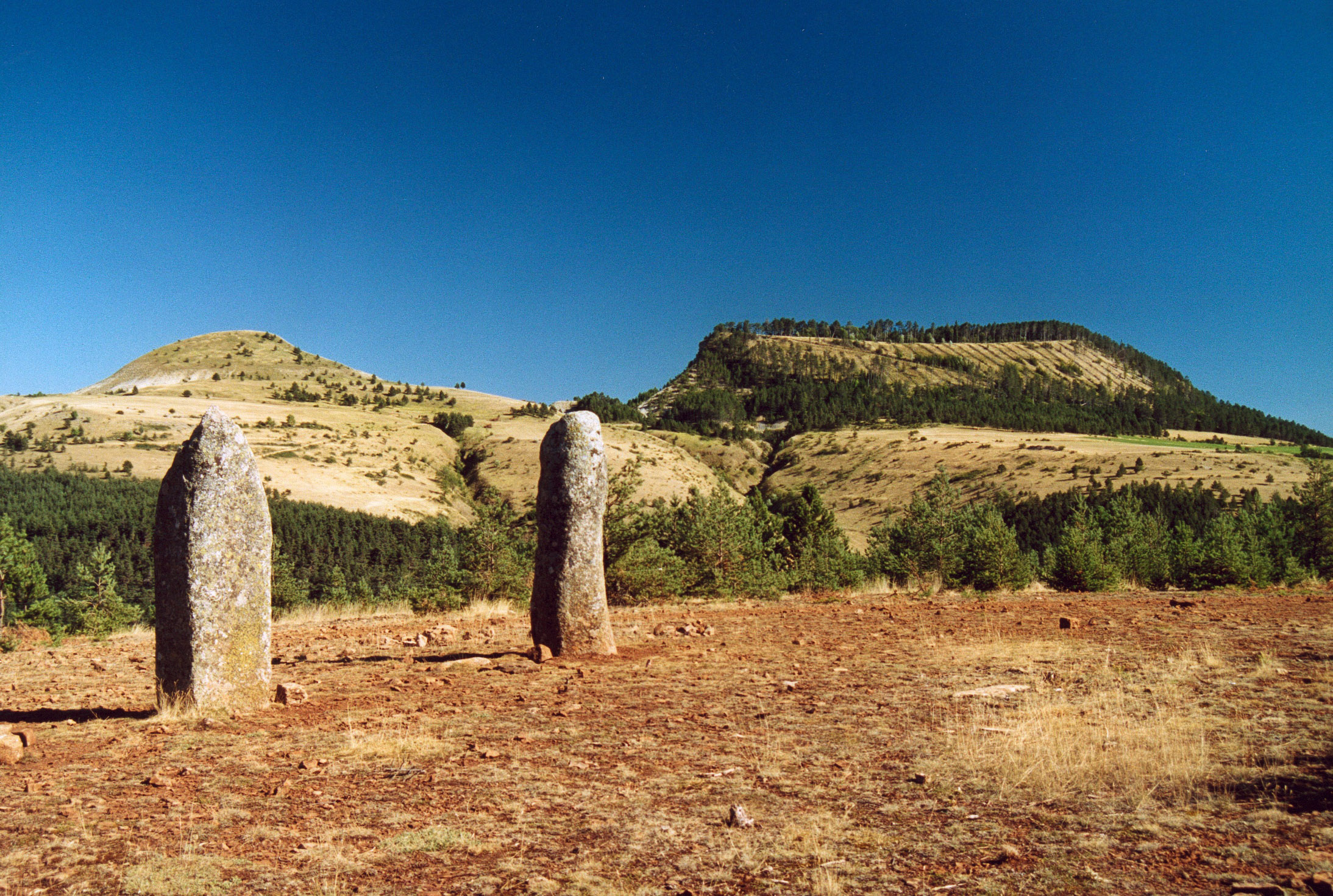
Menhirs dans la Cham des Bondons.

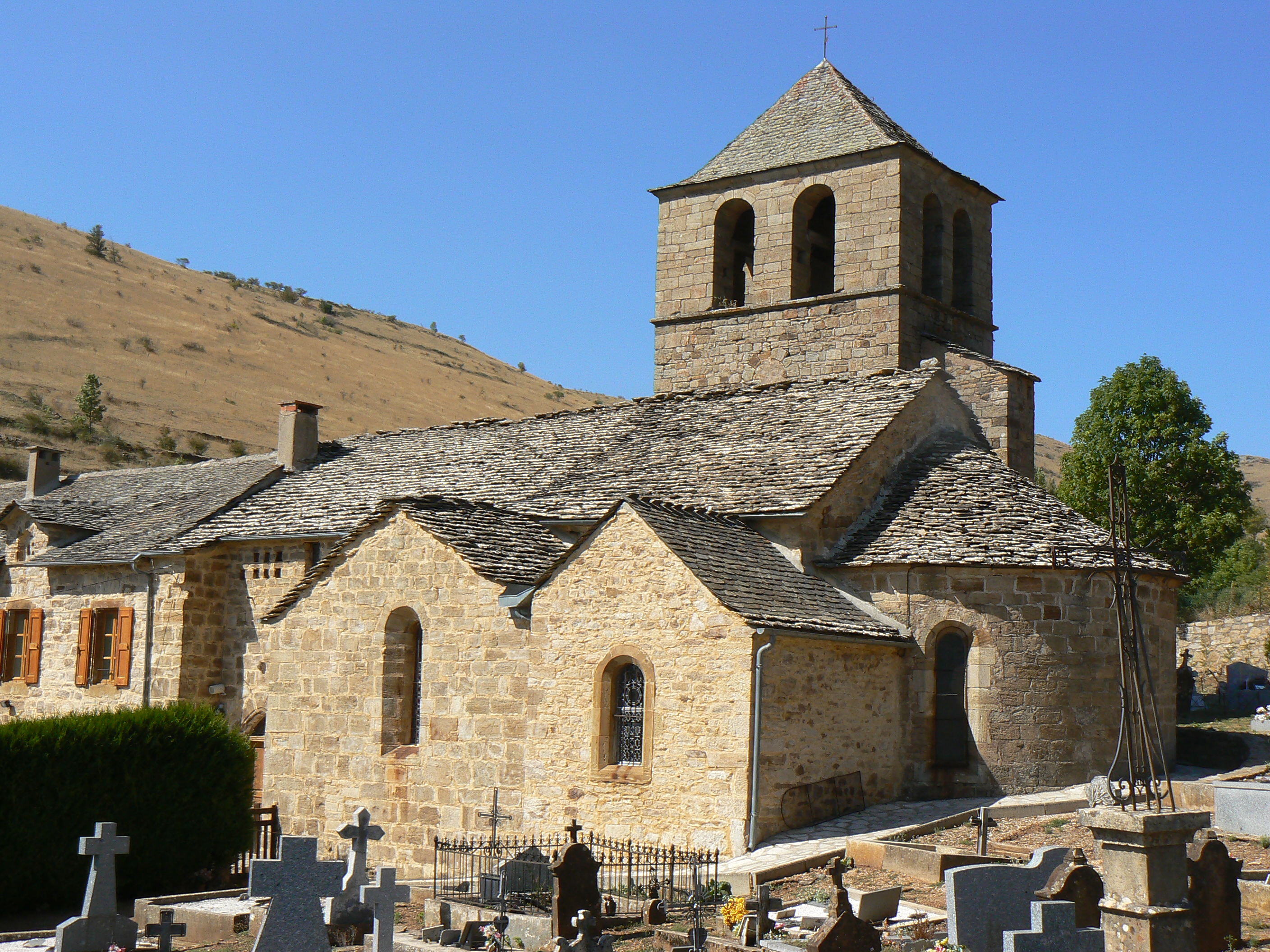
Église des Bondons.

- Le site de la Cham des Bondons, une des concentrations de menhirs les plus importantes de France, compte plus de 150 mégalithes.
- Église Saint-Saturnin des Bondons, au centre du village. L'édifice est référencé dans la base Mérimée et à l'Inventaire général Région Occitanie[38].
- Église Saint-Privat de Malbosc.